# Адамовка (Башкортостан)
Ада́мовка (баш. Адамовка) — деревня в Трунтаишевском сельсовете Альшеевского района Республики Башкортостан России.

## Население
| 2002 | 2009 | 2010 |
| ---- | ---- | ---- |
| 3    | ↘1   | →1   |

Согласно переписи 2002 года, преобладающая национальность — украинцы (100 %).

## Географическое положение
Расстояние до:
- районного центра (Раевский): 33 км,
- центра сельсовета (Трунтаишево): 8 км,
- ближайшей железнодорожной станции (Раевка): 33 км.